# Đảo chính quán bia
Đảo chính quán bia (tiếng Đức: Bürgerbräu-Putsch) hay Đảo chính Hitler-Ludendorff (tiếng Đức: Hitler-Ludendorff-Putsch) là cụm từ mà sử gia gọi biến cố xảy ra ngày 8 tháng 11 năm 1923 do Adolf Hitler điều động Đảng Đức Quốc xã gây ra, nhằm lật đổ chính quyền bang Bayern, từ đó dự định tiếp tục lật đổ chính phủ Cộng hòa Weimar.

## Nguyên nhân
Bang Bayern lúc bấy giờ do một tam đầu chế lãnh đạo: Gustav von Kahr (Thủ hiến bang), Đại tướng Otto von Lossow (tư lệnh quân đội ở bang) và Đại tá Hans von Seisser (Chỉ huy trưởng Cảnh sát Bayern). Tuy có thái độ thách thức với chính phủ trung ương, tam đầu chế này vẫn hành động thận trọng. Nhưng Hitler thấy rằng nếu để chính phủ trung ương có thêm thời gian và ổn định lại tình hình, Quốc xã sẽ mất cơ hội. Thêm nữa, Hitler cũng đang lo là tam đầu chế âm mưu một cuộc đảo chính không có ông để tách Bayern ra khỏi nước Đức. Với ý tưởng cực đoan cho một nước Đức hùng mạnh, thống nhất và theo chủ nghĩa quốc gia, Hitler kiên quyết chống đối ý đồ như thế.
Mục tiêu lớn lao của Hitler là chiếm chính quyền nước Đức, nhưng ông ta không có đủ sự hậu thuẫn để một mình lật đổ chính phủ. Ông cần có sự hậu thuẫn của bang Bayern, quân đội và cảnh sát. Bằng cách nào đó, ông phải đặt Kahr, Lossov và Seisser vào vị thế khiến cho họ phải hành động cùng với ông và không thể thối lui được. Ông ta quyết định bắt cóc tam đầu chế và ép buộc họ hành xử quyền hành theo ý ông muốn. Vì thế, trong một thời gian, Hitler đã có ý chiếm chính quyền bang Bayern để làm bàn đạp tiến lên chính phủ trung ương.
Sau vài âm mưu không thành, cơ hội đã đến. Báo chí đã đăng tải một thông báo vắn tắt cho biết, theo sự yêu cầu của vài tổ chức kinh doanh ở thành phố München, Thủ hiến Kahr sẽ đến phát biểu tại một buổi mít-tinh ở quán bia Bürgerbräukeller nằm ở vùng ngoại ô phía đông-nam thành phố. Đề tài phát biểu sẽ là về chính quyền Bayern. Tướng von Lossow, Đại tá von Seisser và nhiều nhân vật cao cấp khác sẽ hiện diện.
Có hai yếu tố khiến cho Hitler đi đến quyết định vội vã. Một là ông ta nghi ngờ Kahr có thể lợi dụng cuộc mít-tinh để tuyên bố nền độc lập cho Bayern và đưa vương triều Wittelsbach trở lại ngai vàng. Điều này đi ngược lại chủ trương của Hitler: một nước Đức thống nhất dưới chính thể độc tài không có vua, nên ông ta muốn ngăn chặn Kahr thực hiện việc này. Yếu tố thứ hai là cuộc mít-tinh tạo cơ hội quý báu để đẩy tam đầu chế vào rọ và uy hiếp họ tham gia cuộc cách mạng của Quốc xã. Thế nên, Hitler quyết định hành động lập tức. Các đội quân thuộc lực lượng bán quân sự SA của Đảng Đức Quốc xã, dưới quyền chỉ huy của Ernst Julius Röhm, được khẩn cấp điều đến nhà hàng bia.

## Quyển sáchMein Kampf
Mùa hè 1924 năm ấy, trong tòa pháo đài Landsberg xưa cũ được sử dụng làm nhà tù nhìn xuống dòng sông Lech, Adolf Hitler, tội nhân nhưng được đối xử như là khách danh dự, với một căn phòng cho riêng mình và cảnh quan tuyệt vời bên ngoài, gọi Rudolf Hess đến đề bắt đầu đọc cho anh ta ghi lại từ chương này qua chương kia của một quyển sách có tựa đề Mein Kampf (Cuộc Tranh đấu của tôi).

## Kết quả lâu dài
Cuộc bạo loạn tuy bị thất bại nhưng giúp cho Hitler được nổi danh cả nước, và trong con mắt nhiều người, đó là người yêu nước và nhà anh hùng. Chẳng bao lâu, bộ máy tuyên truyền của Đảng Quốc xã đã biến vụ việc thành một trong những huyền thoại vĩ đại nhất. Mỗi năm, ngay khi Hitler đã nắm chính quyền, ngay lúc Thế chiến thứ hai đang tàn phá, Hitler đều trở về nhà hàng bia ấy ở München đúng vào ngày 8 tháng 11 để ban huấn từ cho đảng viên.
Năm 1935, Hitler, lúc này là Thủ tướng, ra lệnh khai quật thi hài của 16 đảng viên Quốc xã ngã xuống trong cuộc bạo loạn và đặt trong tòa lăng mộ Feldherrnhalle. Khi khánh thành lăng mộ, Hitler tuyên bố: "Họ đã đi vào cõi vĩnh hằng của nước Đức. Nơi đây, họ hiện thân cho nước Đức và che chở cho nhân dân ta. Nơi đây, họ nằm xuống như là những nhân chứng đích thực cho phong trào của chúng ta." Ông ta không nói thêm, và dường như không có người Đức nào còn nhớ, rằng họ chính là những người mà Hitler đã bỏ mặc cho chết khi ông ta bỏ chạy.